# ینووک شاهن

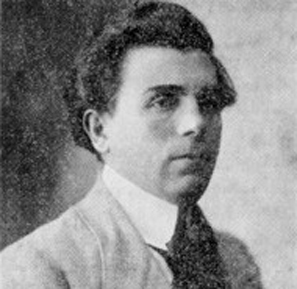

ینووک شاهن (ارمنی: Yenovk Shahen Yepranosian ;انگلیسی: Ենովք Շահէն؛ زاده ۳ فوریه ۱۸۸۱ - درگذشته ۲۸ مه ۱۹۱۵) بازیگر و کارگردان ارمنی‌تبار اهل امپراتوری عثمانی بود. وی در جریان نسل‌کشی ارمنی‌ها توسط حکومت ترکان جوان عثمانی کشته شد.

## درگذشت
وی در روز ۲۴ آوریل ۱۹۱۵ در منزل خویش در «ناحیه نیشانتشی» کنستانتینوپل دستگیر شد و به «ناحیه آیاش» آنکارا که سایران اندیشمندان ارمنی در آنجا زندانی بودند تبعید شد و سرانجام در سن ۳۴ سالگی در نزدیکی آنکارا کشته شد.